# Manuel Ginés Hernández
Manuel Ginés Hernández (Singra, 1839-Madrid, 1892) fue un tipógrafo, impresor y político español.

## Biografía
Nacido en febrero de 1839 en la localidad turolense de Singra, emigró a Madrid. Tipógrafo, consiguió en la capital española ser propietario de un importante negocio de imprenta. En su faceta como político, Ginés Hernández, que formó parte del partido liberal-conservador, consiguió al final de su vida acta de concejal en el Ayuntamiento de Madrid, por el distrito de Buenavista. Falleció el 4 de enero de 1892 y presumiblemente habría sido enterrado en el cementerio de San Isidro.